# Цыгановский
Цыгановский (мар. Сивисола) — выселок в Горномарийском районе Марий Эл Российской Федерации. Входит в состав Пайгусовского сельского поселения.

## География
Выселок находится на расстоянии 27 км к юго-западу от города Козьмодемьянск, административного центра района.

### Часовой пояс
Выселок Цыгановский, как и вся Республика Марий Эл, находится в часовой зоне МСК (московское время). Смещение применяемого времени относительно UTC составляет +3:00.

## История
Выселок основан в 1929 году переселенцами из деревни Цыганово. Марийское название «Изи Цигансола» переводится как «малая деревня Цыганово». Название «Сивикасола» происходит от имени крестьянского рода «Сивика» и словом «сола» — деревня, селение.

## Население
| 2002 | 2010 | 2014 |
| ---- | ---- | ---- |
| 50   | ↘44  | ↘43  |